# Ligaria brevicollis brevicollis
Ligaria brevicollis brevicollis es una subespecie de mantis de la familia Mantidae.

## Distribución geográfica
Se encuentra en Mozambique Zimbabue y Transvaal (Sudáfrica).